# Mycogalopsis
Mycogalopsis är ett släkte av svampar. Mycogalopsis ingår i familjen Pyronemataceae, ordningen skålsvampar, klassen Pezizomycetes, divisionen sporsäcksvampar och riket svampar.